# Ekonomska gimnazija in srednja šola Radovljica
Ekonomska gimnazija in srednja šola Radovljica je srednja šola, ki ima ekonomski gimnazijski program ter srednješolska programa ekonomski tehnik in medijski tehnik. Nahaja se v bližini glavne avtobusne postaje, na Gorenjski cesti v Radovljici. Trenutna ravnateljica je Ksenija Lipovšček.